# Antimo de Roma
San Antimo de Roma (f. 303) fue un santo y mártir cristiano. Su existencia está plagada de componentes legendarios. Se dice que nació en Bitinia y que fue encarcelado durante las persecuciones de los emperadores Diocleciano y Maximiano. 

## Leyenda
Cuando el anciano gobernador de Bitinia, Piniano, cayó enfermo, su esposa Lucina, que a la vez era sobrina del emperador Galieno, quedó impresionada por la caridad de los cristianos y fue a visitar a Antimo a la prisión. Antimo convirtió a Piniano y este milagrosamente se curó.  Como muestra de gratitud, Piniano liberó a todos los prisioneros cristianos de su provincia y permitió a Antimo esconderse en la villa del gobernador en la Via Salaria.  
Con base en Italia, Antimo convirtió a muchos a la fe cristiana y se le atribuyen multitud de milagros. Convirtió al sacerdote del dios Silvano y a toda su familia. Acusado de haber destruido el simulacrum de Silvano, fue lanzado al Tíber con una piedra en el cuello. La leyenda cuenta que fue rescatado por un ángel. Pero posteriormente fue recapturado y fue decapitado por orden del cónsul Prisco. Fue enterrando en el oratorio donde habitualmente rezaba.

## Veneración
Su tumba fue primeramente situada en Montemaggiore donde fue lugar de pegrinación y veneración. Su cuerpo, durante el reinado de Carlomagno, fue llevado a la Toscana, cerca de Montalcino, donde permanece en la Abadía de Sant'Antimo.  Un historiador bolandista del siglo XVII especuló que el papa Adriano I entregó las reliquias de San Sebastián y Antimo a Carlomagno, y que fueron donadas a la abadía que lleva su nombre. Pero esta teoría no está verificada.